# Distrito de Kita (Ehime)
El Distrito de Kita (喜多郡 Kita-gun?) es un Distrito (郡 gun?) de la Prefectura de Ehime. Tiene una población de 20 782 habitantes y una superficie de 299.50 km² (al 2004).
En la actualidad está conformado por el siguiente pueblo:
- Uchiko

## Origen del nombre
Para hacer referencia al norte del ya extinto Distrito de Uwa (宇和郡 Uwa-gun?) se utiliza la palabra norte (北 Kita?) y se le asignan kanjis para mantener la fonética.

## Historia
- 866: el 8 de noviembre se escinde del Distrito de Uwa.
- 1877: resurge como distrito tras un período en el que había sido suprimida.
- 1878: el Pueblo de Oozu (大洲町 Oozu-chō?) es designada cabecera del Distrito.
- 1889: la Villa de Nakayama (中山村 Nakayama-mura?) pasa a formar parte del Distrito de Shimoukena (下浮穴郡 Shimo'ukena-gun?), en la actualidad la Villa es parte de la Ciudad de Iyo.
- 1899: en febrero la Villa de Hirano (平野村 Hirano-mura?) del Distrito de Nishiuwa pasa a formar parte del Distrito.
- 1908: el 1° de abril se fusionan las villas de Taira (平村 Taira-mura?) y Kita (喜多村 Kita-mura?), formando la Villa de Oozu (大洲村 Oozu-mura?).
- 1908: el 30 de septiembre la Villa de Mitsuho (満穂村 Mitsuho-mura?) absorbe una parte de la Villa de Shimonada (下灘村 Shimonada-mura?) del Distrito de Iyo.
- 1909: el 1° de abril la Villa de Yanagisawa (柳沢村 Yanagisawa-mura?) absorbe la Villa de Tadokoro (田処村 Tadokoro-mura?).
- 1909: el 1° de abril se fusionan las villas de Yamatosaka (山鳥坂村 Yamatosaka-mura?) y Okuna (奥南村 Okuna-mura?), formando la Villa de Kawabe.
- 1920: el 21 de mayo el Pueblo de Ikazaki (五十崎村 Ikazaki-mura?) pasa a ser el Pueblo de Ikazaki.
- 1921: el 1° de noviembre se fusionan las villas de Oonaru (大成村 Oonaru-mura?) y Kurakawa (蔵川村 Kurakawa-mura?), formando la Villa de Ookawa (大川村 Ookawa-mura?).
- 1922: el 1° de enero se fusionan las villas de Shiba (柴村 Shiba-mura?) y Takigawa (滝川村 Takigawa-mura?), formando la Villa de Shirataki (白滝村 Shirataki-mura?).
- 1922: el 1° de abril se fusionan las villas de Toyoshige (豊茂村 Toyoshige-mura?) y Aioi (相生村 Aioi-mura?), formando la Villa de Yamato (大和村 Yamato-mura?).
- 1922: el 1° de abril la Villa de Niiya (新谷村 Niiya-mura?) absorbe la Villa de Kitayama (喜多山村 Kitayama-mura?).
- 1925: el 10 de agosto el Pueblo de Oozu absorbe una parte de la Villa de Minamikume (南久米村 Minamikume-mura?).
- 1929: el 26 de diciembre se divide la Villa de Murasaki (村前村 Murasaki-mura?), incorporándose a las villas de Gojo (五城村 Gojō-mura?), Oose (大瀬村 Oose-mura?) y Tenjin (天神村 Tenjin-mura?).
- 1934: el 1° de enero el Pueblo de Oozu absorbe las villas de Kume (久米村 Kume-mura?) y Oozu (大洲村 Oozu-mura?).
- 1943: el 1° de abril se fusionan las villas de Kawabe, Ootani (大谷村 Ootani-mura?), Uwagawa (宇和川村 Uwagawa-mura?) y una parte de la Villa de Ukena (浮穴村 Ukena-mura?) del Distrito de Kamiukena, formando la Villa de Hijikawa (肱川村 Hijikawa-mura?).
- 1948: el 1° de abril la Villa de Ookawa absorbe una parte de la Villa de Hijikawa.
- 1951: el 1° de enero la Villa de Hijikawa es dividida en las villas de Hijikawa y Kawabe.
- 1954: el 1° de septiembre se fusionan el Pueblo de Oozu y las villas de Hirano, Awazu (粟津村 Awazu-mura?), Miyoshi (三善村 Miyoshi-mura?), Kamisukai (上須戒村 Kamisukai-mura?), Minamikume, Sugeta (菅田村 Sugeta-mura?), Niiya, Yanagisawa y Ookawa, formando la Ciudad de Oozu.
- 1954: el 1° de septiembre el Pueblo de Ikazaki absorbre las villas de Tenjin y Misogi (御祓村 Misogi-mura?).
- 1955: el 1° de enero el Pueblo de Nagahama absorbe las villas de Kitanada (喜多灘村 Kitanada-mura?), Kushu (櫛生村 Kushū-mura?), Izumi (出海村 Izumi-mura?), Yamato y Shirataki.
- 1955: el 1° de enero el Pueblo de Uchiko absorbe las villas de Mitsuho, Tatsukawa (立川村 Tatsukawa-mura?), Gojo y Oose.
- 1955: el 11 de febrero la Villa de Hijikawa absorbe partes de las villas de Kaibuki (貝吹村 Kaibuki-mura?) y Yokobayashi (横林村 Yokobayashi-mura?), ambas del ya extinto Distrito de Higashiuwa.
- 1959: el 3 de noviembre la Villa de Hijikawa pasa a ser el Pueblo de Hijikawa.
- 2005: el 1° de enero el Pueblo de Uchiko absorbe los pueblos de Ikazaki, y Oda del Distrito de Kamiukena.
- 2005: el 11 de enero la Ciudad de Oozu absorbe los pueblos de Nagahama y Hijikawa, y la Villa de Kawabe. Como resultado de ello, el Pueblo de Uchiko pasó a ser el único pueblo del Distrito.